# Beyond Zork
Beyond Zork (kompletter Titel Beyond Zork: The Coconut of Quendor, auf Deutsch etwa Jenseits von Zork: Die Kokosnuss von Quendor) ist ein Computerspiel des US-amerikanischen Spieleentwicklers und Publishers Infocom aus dem Jahr 1987. Im Gegensatz zu früheren, puristischen Infocom-Textadventures enthält Beyond Zork rudimentäre Grafiken in Form eines Kartografiesystems sowie Rollenspiel-Elemente.

## Handlung
Beyond Zork spielt im Zork-Universum und setzt auf dem zwei Jahre zuvor veröffentlichten Spellbreaker auf, das das Ende des Zeitalters der Magie im Fantasy-Reich Quendor einläutete. Durch das Schwinden der Magie ist das Land bösen Mächten schutzlos ausgeliefert. Der Spieler wird durch die Gilde der Zauberer beauftragt, die „Kokosnuss von Quendor“ aus den Händen der Implementoren, einer Gruppe gottähnlicher Wesen, zu befreien. Den immer machtloser werdenden Zauberern ist bewusst, dass durch die Ereignisse in Spellbreaker die Magie als Ganzes aus der Welt verschwinden wird, und sie wollen ihr gesammeltes Wissen in die Kokosnuss von Quendor, ein mächtiges Artefakt, bannen.
Beyond Zork enthält Anspielungen auf vorherige Infocom-Spiele wie Wishbringer oder The Hitchhiker’s Guide to the Galaxy sowie auf das Kinderbuch Der Zauberer von Oz.

## Spielprinzip und Technik
Beyond Zork ist primär ein Textadventure. Das Spiel stellt die jeweilige Spielumgebung sowie das Geschehen in Textform dar, die Visualisierung obliegt der Fantasie des Spielers. Das Spiel findet wie bei einem Pen-&-Paper-Rollenspiel zugweise statt. Der Spieler gibt einen Zug als Befehl in natürlicher Sprache ein, wobei er auf die Spielumgebung, computergesteuerte Spielfiguren („NPCs“) oder mit sich geführte Gegenstände („Inventar“) Bezug nimmt. Das Herzstück des Spiels, der Parser, wertet wie der Spielleiter bei einem Pen-&-Paper-Rollenspiel die Eingabe aus, modelliert gegebenenfalls die Spielwelt um und teilt dem Spieler in Textform mit, was sein Zug bewirkt hat. Auf diese Weise kann der Spieler die Spielwelt erforschen, Rätsel lösen und dadurch die Handlung vorantreiben, wobei durch das Lösen bestimmter Rätsel weitere Areale der Spielwelt freigeschaltet werden.
Zusätzlich zum Text sind eine Unterteilung des Bildschirms in Fenster und eine sehr rudimentäre, aus ASCII-Zeichen bestehende, frei zoombare Übersichtskarte enthalten, und ein Ortswechsel kann mit Mausklick auf eine der dort angezeigten Örtlichkeiten vorgenommen werden. Zudem ist die Farbpalette des Spiels veränderbar. Erstmals in einem Infocom-Spiel gibt es Rollenspielelemente in Form von Charakterwerten wie Ausdauer, Stärke oder Intelligenz, die im Laufe des Spiels gesteigert werden können, sowie ein einfaches Kampfsystem. Das Spiel verfügt über 144 Räume und 77 Objekte, wobei Teile der Spielwelt, insbesondere Dungeons, prozedual generiert werden. Das Vokabular umfasst 1569 Wörter (zum Vergleich: Enchanter verstand ca. 700 Wörter). Der Spieler kann in Beyond Zork sein Geschlecht festlegen. Bis auf kosmetische Unterschiede bei der Textausgabe hat die Wahl aber keine Auswirkung auf das Spielgeschehen.

## Entwicklungs- und Veröffentlichungsgeschichte
Die Idee zum Spiel geht zurück auf einen Insiderwitz der Belegschaft der Firma Infocom. 1983 oder 1984 brachte einer der Infocom-Autoren, die sich selbst „Implementoren“ nannten, zum wöchentlichen Mittagessen eine Kokosnuss mit. Da kein Gerät zum fachgerechten Öffnen der Steinfrucht vorhanden war, öffneten die Autoren nur die Keimlöcher, entnahmen das Kokoswasser und stellten die Kokosnuss in den Kühlschrank, wo sie – der Gestank verging nach einigen Wochen – mehrere Jahre liegen blieb und zum Kultobjekt der Firma wurde. Brian Moriarty kündigte anlässlich der Veröffentlichung von Beyond Zork an, sie in Plastik gießen lassen und auf seinem Schreibtisch ausstellen zu wollen.
An der technischen Weiterentwicklung der Spiel-Engine Z-machine zur Darstellung rudimentärer grafischer Elemente war Infocom-Autor Dave Lebling, einer der ursprünglichen Entwickler der Z-machine, beteiligt.
Als Beilagen („Feelies“) enthielt Beyond Zork eine Landkarte des südlichen Teils von Quendor sowie eine touristisch aufgemachte Broschüre über fiktive Kreaturen in Quendor. Diese Beilagen werden im Spiel referenziert und stellen mithin einen Kopierschutz dar.
2019 wurde der Quelltext des Spiels auf dem Software-Entwicklungs-Repository GitHub veröffentlicht.

## Rezeption
Die deutsche Happy Computer hob den Parser und die Konfigurierbarkeit des Spiels positiv hervor. Redakteur Anatol Locker warnte, dass gute Englischkenntnisse Voraussetzung für das Spiel seien. Die deutsche Power Play lobte den „sehr intelligenten“ Parser dafür, dass man im Spiel „alle möglichen und unmöglichen Dinge ausdrücken“ könne. Das Spiel mit seinen „spritzig geschriebenen Texten“ verfüge über eine „gehörige Portion Humor“. Redakteur Heinrich Lenhardt kritisierte, dass die Rollenspielaspekte des Spiels zu kurz kämen.
Das US-Magazin Computer Gaming World lobte durchdachte technische Features wie die Belegbarkeit von Funktionstasten mit Makros, kritisierte aber die mangelnde Transparenz der Auswirkung von Attributsanhebungen auf das Spielgeschehen.
Das Fachmagazin SPAG hob 1995 in einer Retrospektive die Qualität des Parsers hervor, monierte aber, dass die Möglichkeit zur Anhebung von Charakterwerten vom Erreichen bestimmter Spielziele abhängig sei, was dem Spiel eine unnötige Linearität verleihe. Nick Montfort, Professor für digitale Medien am MIT, sah in Beyond Zork eine „gut beschriebene (...) Spielwelt, (die) reich an interessanten Situationen“ sei. Das Spiel gehöre aber in literarischer Hinsicht nicht zu den besten von Infocom, da der Plot „kein Meisterwerk“ sei. Graham Nelson bezeichnete das Intro von Beyond Zork im Inform-Handbuch als „ausschweifend, sich selbst parodierend, schlaff, in der Vergangenheitsform erzählt, uninteraktiv und summa summarum dämlich“.